# Vanduzea testudinea
Vanduzea testudinea är en insektsart som beskrevs av George Darby Haviland. Vanduzea testudinea ingår i släktet Vanduzea och familjen hornstritar. Inga underarter finns listade i Catalogue of Life.